# Hombre de Mondeval
El hombre de Mondeval es el esqueleto de un cazador mesolítico procedente de una sepultura encontrada en la cuenca alpina de Mondeval de Sora, en el municipio de San Vito di Cadore, en la provincia de Belluno del Véneto italiano.

## Sitio arqueológico
El enterramiento se encontraba bajo el refugio de un gran bloque errático de dolomía, situado a 2150 m. s.n.m. en una planicie entre las Dolomitas, precisamente en la zona de la Val Fiorentina, provincia de Belluno, Italia.
El sitio fue descubierto por un estudioso local, Vittorino Cazzetta, en 1985. Las excavaciones perduraron desde el año siguiente hasta 2000, bajo la dirección Antonio Guerreschi, arqueólogo y profesor en la Universidad de Ferrara. El yacimiento posee una particular importancia por la cantidad y buena conservación de los restos antropológicos y artefactos líticos y óseos hallados.
Las excavaciones se desarrollaron en los lados suroeste, oeste y norte del bloque errático. Se descubrieron de esta manera tres sectores (I, II y III) caracterizados por una estratigrafía que va desde el Mesolítico hasta periodos recientes, pasando por la Edad del Bronce.

## El enterramiento
La sepultura se identificó en 1987, en el sector I de la excavación (lado suroeste). El individuo fue inhumado en una fosa elíptica de orientación norte-sur, en posición supina, con los artos extendidos y los pies apoyados a una roca. Además toda la parte inferior del cuerpo fue cubierta por grandes bloques de dolomía.
Los análisis antropológicos lo identificaron como hombre de aproximadamente 40 años que sufría de displasia fibrosa poliostótica. Además se ejecutaron los análisis de 14C del esqueleto, fechándolo en 7425±55 años B.P.

## El ajuar
Una de las características que hacen destacar este enterramiento es el rico ajuar hallado. Constituido por más de 60 artefactos de diverso tipo, identifica el hombre de Mondeval como un cazador que tenía un rol social importante en su comunidad. Se compone de:
- 3 láminas de sílex amarillo.
- 2 punzones óseos.
- Collar formado por 7 dientes de ciervo.
- Ocre rojo.
- 3 conjuntos de objetos variados dispuestos a lo largo del cuerpo.
- Un refinado arpón de hueso de ciervo.

Las tres láminas están talladas en sílex amarillo procedente del valle del Adige y miden aproximadamente 100x20mm. Sus dimensiones y carcateristicas técnicas requerían un alto nivel de habilidad para su realización. Estaban colocadas bajo la cabeza y los hombros, probablemente para destacar su relevancia: por estas razones se puede suponer que la importancia social del hombre de Mondeval derivaba de su habilidad en la actividad de la talla lítica.
Los dos punzones, realizados respectivamente con huseos de ciervo y alce, se hallaron en el pecho y entre las rodillas: probablemente se utilizaron para envolver el difunto en un sudario de material perecedero.
Los tres conjuntos de objetos variados se encontraron a lo largo del lado izquierdo del cuerpo, conteniendo elementos relacionados con la actividad de la caza: núcleos de sílex no tallados (reserva de materia prima), láminas de sílex listas, puñales en cuerno de ciervo, bultos de resina de pino y propóleo con función medicinal. Un artefacto particularmente notable es un arpón de hueso de ciervo, cuya presencia indica que los cazadores de la zona empezaban a desarrollan cierta especialización, además de en la caza, también en la pesca.

## Ubicación actual
El hombre de Mondeval es visitable al día de hoy en el pueblo de Selva di Cadore. Se conserva, junto con su ajuar en el Museo Vittorino Cazzetta, a donde llegó en 2010.